# العلاقات الغواتيمالية الليبية
العلاقات الغواتيمالية الليبية هي العلاقات الثنائية التي تجمع بين غواتيمالا وليبيا.

## مقارنة بين البلدين
هذه مقارنة عامة ومرجعية للدولتين:
| وجه المقارنة                                              | غواتيمالا       | ليبيا                                       |
| --------------------------------------------------------- | --------------- | ------------------------------------------- |
| المساحة (كم2)                                             | 108.89 ألف      | 1.76 مليون                                  |
| عدد السكان (نسمة)                                         | 17.26 مليون     | 6.37 مليون                                  |
| الكثافة السكانية (ن./كم²)                                 | 158.51          | 3.62                                        |
| العاصمة                                                   | غواتيمالا       | طرابلس                                      |
| اللغة الرسمية                                             | اللغة الإسبانية | اللغة العربية، اللغة العربية الفصحى الحديثة |
| العملة                                                    | كتزال غواتيمالي | دينار ليبي                                  |
| الناتج المحلي الإجمالي (بليون دولار)                      | 75.62 مليار     | 50.98 مليار                                 |
| الناتج المحلي الإجمالي (تعادل القوة الشرائية) بليون دولار | 126.21 مليار    | 69.32 مليار                                 |
| الناتج المحلي الإجمالي الاسمي للفرد دولار أمريكي          | 3.90 ألف        |                                             |
| الناتج المحلي الإجمالي للفرد دولار أمريكي                 | 7.45 ألف        | 15.60 ألف                                   |
| مؤشر التنمية البشرية                                      | 0.627           | 0.724                                       |
| رمز المكالمات الدولي                                      | +502            | +218                                        |
| رمز الإنترنت                                              | .gt             | .ly                                         |
| المنطقة الزمنية                                           | 00              | ت ع م+02:00، توقيت شرق أوروبا               |

## منظمات دولية مشتركة
يشترك البلدان في عضوية مجموعة من المنظمات الدولية، منها:
| علم المنظمة | اسم المنظمة                        | تاريخ انضمام غواتيمالا | تاريخ انضمام ليبيا |
| ----------- | ---------------------------------- | ---------------------- | ------------------ |
|             | مؤسسة التنمية الدولية              | 27 أبريل 1961          | 1 أغسطس 1961       |
|             | يونسكو                             | 2 يناير 1950           | 27 يونيو 1953      |
|             | وكالة ضمان الاستثمار متعدد الأطراف | 11 يوليو 1996          | 5 أبريل 1993       |
|             | الأمم المتحدة                      | 21 نوفمبر 1945         | 14 ديسمبر 1955     |
|             | الاتحاد البريدي العالمي            | ?                      | ?                  |
|             | البنك الدولي للإنشاء والتعمير      | 28 ديسمبر 1945         | 17 سبتمبر 1958     |
|             | الاتحاد الدولي للاتصالات           | 10 يوليو 1914          | 3 فبراير 1953      |
|             | منظمة حظر الأسلحة الكيميائية       | ?                      | ?                  |
|             | مؤسسة التمويل الدولية              | 20 يوليو 1956          | 18 سبتمبر 1958     |
|             | منظمة الشرطة الجنائية الدولية      | ?                      | ?                  |

## وصلات خارجية
- موقع وزارة الخارجية الغواتيمالية
- موقع وزارة الخارجية الليبية